# Хитаду
Хитаду (мальд. ހިތަދޫ) — город на юге Мальдивской Республики.

## Географическое положение
Город расположен на одном из 23 островов атолла Сиину, расположенного в акватории Лаккадивского моря. Абсолютная высота — 0 метров над уровнем моря.

## Население
По данным переписи 2006 года численность населения Хитаду составляла 9465 человек, из которых мужчины составляли 46,11 %, женщины — соответственно 53,88 %.
Динамика численности населения города по годам:
| 1995 | 2000 | 2006 |
| ---- | ---- | ---- |
| 8969 | 9461 | 9465 |

Население города по возрастному диапазону по данным переписи 2006 года распределилось следующим образом: 47,82 % — жители младше 18 лет, 11,14 % — между 19 и 25 годами, 33,81 % — от 26 до 64 лет, 7,2 % — в возрасте 65 лет и старше. Уровень грамотности среди всего населения составлял 97,01 %.

## Транспорт
Ближайший аэропорт — международный аэропорт имени Ибрагима Насира.